# Liste der Baudenkmale in Glowe
In der Liste der Baudenkmale in Glowe sind alle Baudenkmale der Gemeinde Glowe (Landkreis Vorpommern-Rügen) und ihrer Ortsteile aufgelistet. Grundlage ist die Veröffentlichung der Denkmalliste des Landkreises Vorpommern-Rügen, Auszug aus der Kreisdenkmalliste vom August 2015.

## Glowe
| ID  | Lage                             | Bezeichnung                                                                                           | Beschreibung | Bild           |
| --- | -------------------------------- | --- | ------------ | -------------- |
| 254 | Alt Glowe 1 (Karte)              | Wohnhaus                                                                                              |              |                |
| 882 | Am Süßling 4 (Karte)             | Wandmalerei – Segelmotiv (Hans-Dieter Bartel, Westfassade) und Tauchmotiv (Gudrun Anorld, Ostfassade) |              |                |
| 256 | Hauptstraße 18 (Karte)           | Schule „Weiße Schule“                                                                                 |              |                |
| 258 | Hauptstraße 20, 20a, 20b (Karte) | Villa „Rosa“                                                                                          |              |                |
| 255 | Hauptstraße 42 (Karte)           | Strandrestaurant „Ostseeperle“                                                                        |              | Weitere Bilder |
| 259 | Hauptstraße 68 (Karte)           | Feuerwehrhaus                                                                                         |              |                |
| 738 | Schlossallee 1 (Karte)           | Schloss                                                                                               |              | Weitere Bilder |

## Bobbin
| ID  | Lage                | Bezeichnung                   | Beschreibung | Bild           |
| --- | ------------------- | ----------------------------- | ------------ | -------------- |
| 193 | (Karte)             | Pfarrhof                      |              |                |
| 194 | (Karte)             | Friedhof mit Umfassungsmauern |              |                |
| 194 | (Karte)             | Kirche                        |              | Weitere Bilder |
| 193 | Oberdorf 5a (Karte) | Scheune                       |              |                |
| 193 | Oberdorf 5a (Karte) | Stall A                       |              |                |
| 193 | Oberdorf 6 (Karte)  | Stall B                       |              |                |
| 193 | Oberdorf 6 (Karte)  | Wohnhaus                      |              |                |
| 193 | Oberdorf 6 (Karte)  | Garten                        |              |                |

## Polchow
| ID  | Lage                 | Bezeichnung | Beschreibung | Bild |
| --- | -------------------- | ----------- | ------------ | ---- |
| 489 | Dorfstraße 2 (Karte) | Katen       |              |      |

## Quelle
- Denkmalliste Landkreis Rügen